# Župnija Škofja Loka
Župnija Škofja Loka je rimskokatoliška teritorialna župnija Dekanije Škofja Loka Nadškofije Ljubljana.
Župnija Škofja Loka je nastala iz prafare v Stari Loki. Kot samostojna župnija je bila ustanovljena leta 1804, ima pa dolgo predzgodovino (kot vikariat z lastnim duhovnikom je že od 1262). Prva pisna omemba cerkve je iz leta 1271.
Župnija ne obsega le (dobre tretjine) mesta Škofja Loka, pač pa tudi precejšnje ozemlje v Poljanski dolini – na obeh straneh Poljanske Sore. Njene meje potekajo preko Vincarij do Lubnika in naprej do Zadobja, se spuste v vas Log, se vzpno na Valterski vrh in se vijejo čez Polhovec, Presečje in Sv. Ožbolt na Tošč, od koder se čez Sv. Barbaro pod Osolnikom spustijo v Puštal.
Župnijska cerkev je cerkev sv. Jakoba.
podružnične cerkve so;
- Cerkev sv. Andreja, Sveti Andrej
- Cerkev sv. Barbare, Sv. Barbara
- Cerkev svetega Filipa in Jakoba, Valterski Vrh
- Cerkev svetega Florijana, Sveti Florijan nad Škofjo Loko
- Cerkev Gospodovega vstajenja, Škofja Loka, na pokopališču
- Cerkev svetega Križa,Puštal
- Cerkev svetega Lovrenca, Breznica pod Lubnikom
- Cerkev svetega Ožbolta, Sveti Ožbolt
- Cerkev svetega Petra, Bodovlje
- Cerkev svetega Tomaža, Brode
- Cerkev žalostne Matere Božje na Lontrgu, Škofja Loka